# Starogard Gdański (gemeente)
De gemeente Starogard Gdański is een landgemeente in het Poolse woiwodschap Pommeren, in powiat Starogardzki.
De gemeente bestaat uit 27 administratieve plaatsen solectwo: Barchnowy, Brzeźno Wielkie, Ciecholewy, Dąbrówka, Jabłowo, Janin, Janowo, Klonówka, Kokoszkowy, Kolincz, Koteże, Krąg, Linowiec, Lipinki Szlacheckie, Nowa Wieś Rzeczna, Okole, Owidz, Rokocin, Rywałd, Siwiałka, Stary Las, Sucumin, Sumin, Szpęgawsk, Trzcińsk, Zduny, Żabno
De zetel van de gemeente is in Starogard Gdański.
Op 30 juni 2004 telde de gemeente 13 193 inwoners.

## Oppervlakte gegevens
De gemeente heeft een oppervlakte van 196,16 km², waarvan:
- agrarisch gebied: 61%
- bossen: 28%

De gemeente beslaat 14,58% van de totale oppervlakte van de powiat.

## Demografie
Stand op 30 juni 2004:
| Omschrijving                   | Totaal | Totaal | Vrouwen | Vrouwen | Mannen | Mannen |
| ------------------------------ | ------ | ------ | ------- | ------- | ------ | ------ |
| eenheid                        | aantal | %      | aantal  | %       | aantal | %      |
| inwoners                       | 13 193 | 100    | 6482    | 49,1    | 6711   | 50,9   |
| bevolkingsdichtheid (inw./km²) | 67,3   | 67,3   | 33      | 33      | 34,2   | 34,2   |

## Plaatsen zonder de statussołectwo
Helenowo, Kochanka, Kręgski Młyn, Marywil, Najmusy, Owidz-Młyn, Płaczewo

## Aangrenzende gemeenten
Bobowo, Lubichowo, Pelplin, Skarszewy, Starogard Gdański, Subkowy, Tczew, Zblewo